# Vojaškopomorska oficirska šola Jugoslovanske ljudske armade
Vojaškopomorska oficirska šola (kratica VPOŠ) je bila vojaško-izobraževalna ustanova za specialistično izobraževanje častnikov, ki je delovala v sestavi Jugoslovanske ljudske armade.

## Zgodovina
Šola je bila ustanovljena leta 1946 med splošno reorganizacijo jugoslovanskega vojaškega šolstva. Izobraževanje je sprva trajalo 12, nato pa 24 mesecev.
Leta 1955 so šolo ukinili z namenom organizacije vojaških akademij.